# Коломенський трамвай
Коломенський трамвай — діюча трамвайна мережа в місті Коломна, Росія

## Історія
Перший проєкт з будівництва трамвайної мережі у Коломні було запропоновано у 1918 році, проте, не було реалізовано. Будівництво першої лінії трамвая в Коломні розпочалося у 1946. Перша лінія була введена в дію 5 листопада 1948.

## Маршрути на середину 2010-х
- 1 Конькобежный центр — Внутреннее городское кольцо
- 2 Внешнее городское кольцо — Внешнее Колычёвское кольцо
- 3 Конькобежный центр — Внешнее городское кольцо
- 4 Внутреннее городское кольцо — Внутреннее Колычёвское кольцо
- 5 Станция Коломна — улица Осипенко
- 6 Внутреннее городское кольцо
- 7 Конькобежный центр — Мясокомбинат
- 8 Внешнее городское кольцо
- 9 Конькобежный центр — станция Коломна
- 10 Станция Коломна — Внешнее Колычёвское кольцо

## Рухомий склад
На балансі трамвайного депо станом на грудень 2013 року перебував такий рухомий склад:
| 71-605, 71-605А  | 1987      | 7 (103, 104, 108, 111, 113, 114, 121)                                                               |
| 71-608КМ         | 1995      | 16 (100, 101, 106, 107, 109, 110, 117, 119, 120, 130, 135, 148—152); вагон № 001 згорів у 2012 році |
| 71-134К (ЛМ-99К) | 2001      | 14 (003—016)                                                                                        |
| 71-619КТ         | 2008—2010 | 11 (017—025, 153, 154)                                                                              |
| 71-623           | 2011—2013 | 7 (026—032)                                                                                         |